# Deirdre
Deirdre o Deirdru, el nom de la qual en gaèlic irlandès significa 'dolor', és l'heroïna tràgica per antonomàsia de la mitologia irlandesa. La seva història forma part del cicle de l'Ulster.

## Història
Deirdre era filla del bard Fedlimid mac Daill. Quan encara era al ventre de sa mare, durant un festí a la cort del rei Conchobar mac Nessa de l'Ulster, s'escoltà un crit esquinçador que va fer als cavallers lluitar entre si: provenia de la mateixa Deirdre. El gran druida Cathbad profetitzà que seria una noia d'una bellesa pertorbadora, de llargues trenes vermelloses cargolades i hipnòtics ulls verd grisencs, però que la seva bellesa estava maleïda: reis i senyors anirien a la guerra per ella i els tres millors guerrers de l'Ulster serien exiliats per culpa seva.
Quan Deirdre va néixer, Cathbad reiterà aquest vaticini, per la qual cosa tots els senyors van voler obligar Fedlimid a matar la seva filla, però Conchobar, extasiat davant la futura bellesa de la nena, va decidir que la seva pròpia dida, Leabharcham, criaria a Deirdre en solitari i, posteriorment, Conchobar es casaria amb ella quan tingués edat suficient.

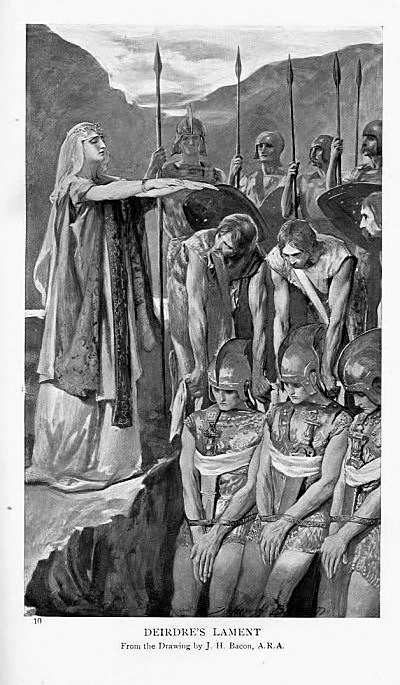
El lament de Deirdre, dibuix de J. H. Bacon, circa 1905

Van passar els anys, i Deirdre, convertida en una formosa jove, ja gairebé estava preparada per ser l'esposa de Conchobar. Tanmateix, un dia d'hivern, Deirdre veié un corb bevent d'un bassal de sang vessada sobre la neu, i va preguntar a Leabharcham si tots els marits eren vells arrugats com Conchobar o si de cas n'existia algun que tingués els cabells negres com el plomatge dels corbs, la pell blanca com la neu i els llavis vermells com la sang. L'anciana dida, oblidant el vaticini, li parlà del fill menor de Uisnech, Naoise, un jove que reunia tots aquells requisits i que caçava i cantava en la cort de Conchobar.
Deirdre va decidir immediatament conèixer Naoise, per la qual cosa preparà una cita amb l'ajut de Leabharcham. Els dos joves es van enamorar de seguida, però ell sabia que la seva amada era la promesa del rei, per la qual cosa no s'atrevia a estar amb ella. Malgrat tot, Deirdre l'obligà a escapar-se amb ella, acompanyats per Ardan i Ainle, els valents germans de Naoise. Durant un temps van viure tots feliçment, però Conchobar, enfurismat i humiliat, començà a perseguir-los.
Deirdre i els tres germans van fugir al Regne d'Alba, que era com nomenaven els irlandesos a Escòcia, però no van trobar-hi refugi, perquè cada rei a qui demanaven hospitalitat intentava matar a Naoise a Ardan i a Ainle per quedar-se amb Deirdre. Així es va complir la profecia que vaticinava que tots els reis lluitarien entre si per ella. Finalment van acabar en una remota illa, però Conchobar els trobà i va planejar una trampa. Va enviar Fergus mac Róich perquè els donés un salconduit de volta a casa, i els tres germans van acceptar malgrat l'oposició de Deirdre, que havia predit en somnis que el salconduit era fals. Al camí de tornada al fort d'Emain Macha, Fergus es veié obligat, a causa d'un geis o tabú personal, a acceptar qualsevol oferta d'hospitalitat i va enviar els fugitius amb el seu propi fill com a protecció.
Assabentat de la seva arribada, Conchobar envià a Leabharcham a espiar a Deirdre, a fi de saber si havia perdut la bellesa després de tants anys de viatge. L'anciana, sospitant de Conchobar i volent protegir Deirdre, li mentí afirmant que la jove havia perdut la bellesa. Malgrat tot, Conchobar envià un altre espia, Gelbann, que, descobert per Naoise, es quedà borni quan aquest li va llançar una peça d'escacs feta d'or, però va aconseguir comunicar a Conchobar que Deirdre continuava sent tan pertorbadorament bella com sempre. L'endemà, Naoise i els seus germans, amb l'ajut d'alguns cavallers de l'Ulster, van lluitar contra Conchobar als afores d'Emain Macha, però quan el combat ja començava a decidir-se, Conchobar evocà el seu jurament de lleialtat cap a ell i es va endur a Deirdre; aleshores Éogan mac Durthacht matà Naoise amb la seva llança; Ardan i Ainle van ser assassinats poc després.
El noble Fergus va arribar al costat dels seus soldats al cap de poc i, quan va descobrir que havia estat portador d'un salconduit fals, va partir a l'exili a Connacht per lluitar més tard contra l'Ulster al costat d'Ailill i Medb en La Tain Bo Cuailnge.
Després de la mort de Naoise, Conchobar per fi va prendre Deirdre per esposa. Tanmateix, després d'un any de matrimoni, se sentia frustrat perquè ella continuava mostrant-se freda amb ell. Per aquest motiu, Conchobar li preguntà a Deirdre quina era la persona que ella més odiava, a part d'ell mateix. Quan ella va contestar "Éogan mac Durthacht", l'assassí de Naoise, ell anuncià que la lliuraria a Éogan. De camí a la cort d'Éogan, Conchobar es burlà de Deirdre, dient que semblava una ovella entre dos carners i ella se suïcidà llançant-se del carro i copejant-se el cap amb una roca; en altres versions ulteriors de la mateixa història, mor de pena.
Diu la llegenda que el rei ordenà que Deirdre fos enterrada als pujols on havia crescut, però un grup de persones va robar el seu cadàver una nit per donar-li nova sepultura al costat de la tomba de Naoise. Cada tomba fou marcada per una estaca de teix. Dos anys més tard, de cada estaca havia crescut un arbre. Encara que els seus troncs estaven separats per sis peus de distància, els teixos van continuar creixent i entrellaçaren les branques, fent l'efecte que es tractava d'un sol arbre. Encara que les pedres que marcaven les tombes es van convertir en pols els teixos continuen vius.

## Mencions en altres àmbits
Hi ha tres obres de teatre basades en la història de Deirdre: 
- Deirdre de William Butler Yeats (1907),
- Deirdre of the Sorrows de John Millington Synge (1910),
- A Cry from Heaven de Vincent Woods.

També hi ha un llibre anomenat:
- Deirdre, escrit per James Stephens.

- El Lé Deirdre (P20), un vaixell del Servei Naval Irlandès, actualment fora de servei, va ser batejat en el seu honor.